# 3325 TARDIS
3325 TARDIS — астероїд головного поясу, відкритий 3 травня 1984 року.
Тіссеранів параметр щодо Юпітера — 3,082.
За назвою TARDIS - машина часу і космічний корабель з британського телесеріалу «Доктор Хто».